# Orthogrammica singularis
Orthogrammica singularis är en fjärilsart som beskrevs av Aleksey Maksimovich Gerasimov 1931. Orthogrammica singularis ingår i släktet Orthogrammica och familjen nattflyn. Inga underarter finns listade i Catalogue of Life.